# Маргат (замок)
Маргат (также Maркаб от араб. قلعة المرقب‎ калаат аль-мaркаб — «замок сторожевая башня») — замок около города Банияс, Сирия, который был крепостью крестоносцев и одним из главных опорных пунктов рыцарей Ордена Госпитальеров. Он расположен примерно в 2 км от средиземноморского побережья и примерно в 6 км к югу от Банияса.

## История
Маргат расположен на возвышенности, образованной потухшим вулканом на высоте около 360 метров (1180 футов) над уровнем моря, на дороге между Триполи (город в Ливане) и Латакией, с видом на Средиземное море.
По данным арабских источников, место будущего замка Маргат было впервые укреплено в 1062 году мусульманами, которые продолжали удерживать его внутри христианского княжества Антиохии и после первого крестового похода. Когда княжество было разгромлено в битве при Харране в 1104 году, Византийская империя воспользовались их слабостью и очистила Маргат от мусульман. Несколько лет спустя эта территория была захвачена Танкредом, князем Галилеи, регентом Антиохии, и вошла в состав княжества.
В 1170-х годов Маграт контролировал Рейнальд II Maзор (антиохиийский) в качестве вассала графа Триполи. Крепость тогда была уже настолько большой, что в ней находились не только люди самого вассала но и ряд вальвассоров (вассалов вассала). Сын Рейно Бертран продал её Госпитальерам в 1186 году, так как содержание цитадели было слишком обременительным для Maзоров. После некоторой перестройки и расширения Госпитальерами она стала их главным пунктом в Сирии. Под контролем Госпитальеров, крепость, с её четырнадцатью башнями считалась неприступной.
В 1188 году Саладин двинулся на Маргат, оставив Крак-де-Шевалье в поисках более легкой добычи. Однако признав, что Maргат был неприступен и что у него нет надежды захватить его, он отошёл. Крепость, таким образом, была одной из немногих оставшихся территорий, оставленных в христианских руках после завоеваний Саладина.
К началу XIII века госпитальеры контролировали окрестные земли и дороги и получали большую прибыль от проезжих и паломников. В крепости до своей смерти содержался Император Кипра Исаак Комнин, который был заключен туда после того, как Ричард Львиное Сердце захватил Кипр во время Третьего крестового похода. Маргат стал вторым по величине и cиле из двух крепостей Госпитальеров на юге, первой была Крак-де-Шевалье.
В сентябре 1281 года госпитальеры из Маргата направили отряд для поддержки монгольского нашествия в Сирию, которую Калаун аль-Мансур, султан Египта успешно предотвратил после победы над коалицией в Хомсе. Для возмездия над Госпитальерами, Калаун аль-Мансур тайно собрал армию в Дамаске и осадил Маргат 17 апреля 1285 года. После 38-дневной осады, во время которой саперы и минеры успели вырыть несколько тоннелей под стенами крепости; подрыв разрушил выступ на южной стене. Защитники запаниковали, когда выяснились многочисленные туннели вокруг крепости и сдались 23 мая, Калаун аль-Мансур вошёл в Маргат через два дня. Вопреки тому, как он сделал с другими крепостями, Калаун аль-Мансур восстановил крепость и разместил там сильный гарнизон из-за её стратегического значения.
Maргат, теперь известный как Maркаб, стал районом провинции Мамлюков Триполи. В XV веке мусульманский историк Халил Аль-Захири отметил, что крепость Maркаб была одна из самых важных объектов провинции Триполи.
В эпоху Османской империи, Маргат стал административным центром каза («район») того же названия. Крепость служила резиденцией каймакамам («военным губернаторам») района до 1884 года, когда та не была переведена в Банияс.

## Архитектура
Замки в Европе представляли собой резиденцию своих могущественных хозяев и действовали как центры управления. В Леванте потребность в обороне имела первостепенное значение, и это нашло отражение в конструкции замка. Как Крак-де-Шевалье, Маргат по большей части имеет разветвленную структуру со множеством типовых элементов концентрического замка. Он имеет изогнутытый вход в подножии и надвратную башню. Примечательной особенностью внутренней обороны-это большая круглая башня, иногда её называют донжон (хотя это не следует путать с центральной крепостью). В отличие от Крак-де-Шевалье, Маргат имеет больший открытый двор, из-за чего у замка и большая общая площадь.